# Anna Bitature Mugenyi
Anna Bitature Mugenyi (nhũ danh Anna Bitature), là một Uganda lý của Tòa án Tối cao của Uganda, kể từ tháng năm 2016.

## Hoàn cảnh và giáo dục
Cô được sinh ra và giáo dục ở Uganda cho việc học tiểu học. Cô đã nhận được bằng tốt nghiệp trung học tại trường Cao đẳng Mount Saint Mary Namagunga, một trường trung học nội trú toàn nữ có uy tín ở quận Mukono ngày nay.
Cô có bằng Cử nhân Luật (LLB) từ Đại học Makerere, Đại học công lập lâu đời nhất và lớn nhất của quốc gia. Năm 1993, cô cũng đã nhận được bằng Cao đẳng về Thực hành Pháp lý, từ Trung tâm Phát triển Luật, ở Kampala, thủ đô của đất nước và được nhận vào Đoàn luật sư ở Uganda, với tư cách là một luật sư hành nghề. Sau đó, cô lấy bằng Thạc sĩ Quản trị Kinh doanh tại Học viện Quản lý Đông và Nam Phi.

## Sự nghiệp
Chuyên môn của bà Bitature là về luật thương mại và quản lý thuế. Cô từng là Trợ lý Ủy viên tại trụ sở của Lực lượng Quốc phòng Nhân dân Uganda (UPDF), có trụ sở tại trụ sở chính ở Mbuya. Sau đó, cô được Cơ quan Doanh thu Nhật Bản (URA) thuê, làm việc ở đó với tư cách là Trợ lý Ủy viên, cho đến khi cô được bổ nhiệm vào Tòa án Tối cao của Uganda, với tư cách là thẩm phán. Cô được phân công vào Phòng thương mại của Tòa án tối cao.